# Galeano
Marcos Aurélio Galeano, ou simplesmente Galeano (Ivaiporã, 28 de março de 1972), é um ex-futebolista brasileiro que atuava como zagueiro ou volante. É um dos jogadores que mais vestiu a camisa do Palmeiras, onde conquistou, entre outros títulos, a Copa Libertadores da América de 1999.

## Carreira
Galeano marcou sua carreira defendendo o Palmeiras, clube onde iniciou profissionalmente aos 17 anos em 1989, quando foi lançado pelo então treinador Émerson Leão em uma partida contra o Fluminense. Teve ainda passagens por empréstimo no Rio Branco e no Juventude entre 1993 e 1995. No clube gaúcho, ajudou na conquista do título da Série B de 1994.
Voltou ao Verdão em 1996. Galeano participou da que pode ser considerada segunda fase da parceria de seu clube com a Parmalat. Pelo time paulista, o volante participou das campanhas campeã do Paulista de 1996, da Copa do Brasil de 1998, da Mercosul de 1998, da Libertadores de 1999, do Torneio Rio-São Paulo de 2000 e Copa dos Campeões do mesmo ano. Sempre determinado, o jogador chegou a ser capitão do Palmeiras em algumas oportunidades. Ficou conhecido também pelas alcunhas de "Senhor Palmeiras" e "Guerreiro do Verdão". Está entre os maiores ídolos da história do Palmeiras.
Em meio à reformulação de elenco feita por Vanderlei Luxemburgo no meio de 2002, Galeano deixou o clube e seguiu para defender o Botafogo. No alvinegro, tinha status de capitão em algumas oportunidades e também era o batedor oficial de pênaltis da equipe. Porém, o destino pregaria uma peça em sua, até então, boa passagem pelo clube da estrela solitária. O cabeça-de-área, que era um dos poucos jogadores que se destacavam na pífia campanha do Botafogo naquele Brasileirão, jogaria numa quarta-feira contra sua ex-equipe, o Palmeiras. No início da semana, Galeano declarara à imprensa que caso marcasse um gol naquele jogo, não iria comemorar. Durante a partida, que estava 2–1 para o Palmeiras, foi marcado um pênalti para o Botafogo. Galeano, que tinha apoio do técnico Ivo Wortmann, apresentou-se para a cobrança e chutou a bola para fora. A partir de então, o jogador passou a ser perseguido pela torcida e teve que transferir-se no início de 2003 pois não havia mais clima para o jogador continuar. Naquele ano, tanto Botafogo quanto Palmeiras foram rebaixados.
Após um ano no exterior, Galeano voltou para defender Bahia e Figueirense em 2004. No clube baiano, chegou a marcar um gol de bicicleta na decisão do Campeonato Baiano contra o Vitória. Em 2005, passa a atuar efetivamente como zagueiro na Ponte Preta, onde foi capitão durante toda a temporada. No ano seguinte, atuou por Fortaleza e Goiás. Jogou também no Sertãozinho Futebol Clube, onde novamente foi capitão e destaque da equipe no Campeonato Paulista. Antes de encerrar sua carreira, passou pelo Ituano Futebol Clube onde anunciou sua despedida do futebol no dia 2 de dezembro de 2008 para se tornar dirigente do mesmo clube.
Em abril de 2010, Galeano aceitou proposta para voltar ao Palmeiras como supervisor de futebol.

## Curiosidades
Galeano foi um dos jogadores que mais vestiu a camisa do Palmeiras, foram 477 jogos, ficando na 11ª posição até 4 de fevereiro de 2010, quando foi alcançado pelo goleiro Marcos.

## Títulos
Juventude
- Campeonato Brasileiro Série B: 1994

Palmeiras
- Campeonato Paulista: 1996[6][7]
- Copa do Brasil: 1998
- Copa Mercosul: 1998
- Copa Libertadores da América: 1999
- Torneio Rio-São Paulo: 2000
- Copa dos Campeões: 2000

### Outras Conquistas
Palmeiras
- Copa Euro-América: 1991 e 1996
- Troféu América: 1991
- Taça Jihan: 1996
- Taça Xangai: 1996
- Taça Pequim: 1996
- Taça Governador de Goiás: 1997
- Torneio Maria Quitéria: 1997
- II Taça da Amizade: 1997
- Troféu Naranja: 1997
- Taça Pedreira: 2002
- Taça Cidade de Jacutinga: 2002